# St. George's
St. George's je glavno mesto Grenade in istoimenske župnije v upravni delitvi te otoške karibske države. Župnija St. George's, ki vključuje širše mestno območje, je s približno 37.000 prebivalci (po popisu leta 2001) najbolj naseljen del Grenade, mesto v ožjih administrativnih mejah pa ima le nekaj tisoč prebivalcev. Kraj stoji ob zahodni, zavetrni obali največjega otoka, na bregovih zaliva Carenage, ki predstavlja dobro zaščiteno naravno pristanišče. Je osrednja točka za izvoz kakava, muškatnega oreška in drugih pridelkov, v mestu pa je tudi nekaj predelovalne industrije. Glavna znamenitost je francoska (oz. kasneje britanska) trdnjava Fort George, ki nadzoruje vhod v podkvasto oblikovan zaliv, kaldero nekdanjega ognjenika.
Kraj so ustanovili francoski naseljenci sredi 17. stoletja kot glavno mesto kolonije Grenada, sprva pod imenom Fort Royal. Kolonijo so med sedemletno vojno zavzeli Britanci in preimenovali kraj v sedanje ime, po svetem Juriju. Med leti 1885–1958 je služil kot glavno mesto britanske kolonije Privetrnih otokov, od razglasitve neodvisnosti leta 1974 pa je glavno mesto samostojne Grenade.
St. George's je bil leta 2007 eden od gostiteljev svetovnega prvenstva v kriketu, v ta namen je bil severno od središča mesta s kitajsko pomočjo zgrajen sodoben stadion. Skupaj s preostankom otoka je mesto močno prizadel orkan Ivan leta 2004.